# Joseph Lécussan
Pour les articles homonymes, voir Lécussan.
Joseph Gilles Lécussan, né le 9 juillet 1895 à Gourdan-Polignan (Haute-Garonne) et mort fusillé le 13 décembre 1946 à Caluire-et-Cuire, est un milicien français, assassin de Victor Basch dans le cadre des exactions commises par cette organisation supplétive de l'occupant nazi durant la Seconde Guerre mondiale.

## Biographie
Fils d'instituteur, il est admis à l'École navale en 1916 et devient officier de marine dans la spécialité d'électricien-torpilleur. Il parvient au grade de capitaine de corvette, commande une escadrille de patrouilleurs en 1940 et est officier de la Légion d'Honneur. Sur le plan politique, cet antisémite et anticommuniste forcené aurait été lié à la Cagoule. En juillet 1941, il est nommé directeur régional du Service des questions juives créé à Toulouse, et conserve cette fonction jusqu'à mars 1943.
Il est ensuite nommé par Joseph Darnand au poste de chef régional de la Milice française à Lyon, où il côtoie Paul Touvier, chef du 2e service. Il y est responsable de l'assassinat de Victor et Hélène Basch, le 10 janvier 1944, à Neyron. 
C'est lui qui alerte de la présence de Victor Basch à Lyon le lieutenant Moritz, alors à la tête d'une des deux branches du Sicherheitsdienst de Lyon (l'autre branche était dirigée par Klaus Barbie ; la responsabilité du Sicherheitsdienst de Lyon dans son ensemble, le dixième Einsatz Kommando, incombait à Werner Knab).
Le 10 janvier 1944, en compagnie de Moritz mais également de Touvier, de Gonnet et d'autres miliciens (une dizaine de personnes au total), il participe à l'arrestation de Hélène et Victor Basch à leur domicile.
Après avoir conduit Hélène et Victor Basch à Neyron, Lécussan reconnaîtra y avoir assassiné Victor Basch, Gonnet se chargeant d'assassiner Hélène Basch.
Il est ensuite envoyé dans le Cher, où il cumule ses responsabilités dans la milice avec les fonctions de sous-préfet de Saint-Amand-Montrond qu'il s'approprie de son propre chef le 22 juin 1944. Il est responsable du massacre des puits de Guerry un autre responsable de ce massacre est agent français de la Gestapo allemande de Bourges Pierre Paoli adjoint du chef de la section 4 bien renseignés, sous le commandement de Roger Thévenot le chef départemental de la milice mais sous la responsabilité de la Gestapo Fritz Merdsche assisté par Fritz Woldbrandt à Orléans et Erich Hasse à Bourges avec sa maîtresse Annie Fourmann qui est secrétaire et interprète. Fritz Merdsche dirige et contrôle une région qui va de Bourges à Chartres et Blois. Le site de Guerry avait été sélectionné par l’agent Max Winterling du SD de Bourges où 36 détenus juifs ont été assassinés en juillet 1944 en représailles à l'enlèvement de la prise en otages de miliciens berrichons par les résistants de Saint-Amand Montrond et aussi sous le coup de l'assassinat du collaborationniste Philippe Henriot. La gestapo ayant quitté Bourges à partir du 6 août 1944
et la milice de Saint-Amand le 10 août, en direction de l’Allemagne. 
Arrêté à Constance (Allemagne) après la chute de l'Allemagne nazie, où il s'était réfugié, Joseph Lécussan est jugé et condamné à mort à Lyon le 25 septembre 1946 et passé par les armes le 13 décembre suivant.